# Bergtjärnen (Åre socken, Jämtland, 706219-132446)
Bergtjärnen är en sjö i Åre kommun i Jämtland och ingår i Nean-Vapstälvens kustområde. Sjön har en area på 0,134 kvadratkilometer och ligger 573,9 meter över havet.

## Delavrinningsområde
Bergtjärnen ingår i det delavrinningsområde (706219-132419) som SMHI kallar för Utloppet av Bergtjärnen. Medelhöjden är 586 meter över havet och ytan är 0,39 kvadratkilometer. Det finns inga avrinningsområden uppströms utan avrinningsområdet är högsta punkten. Vattendraget som avvattnar avrinningsområdet har biflödesordning 2, vilket innebär att vattnet flödar genom totalt 2 vattendrag innan det når havet efter 6,3 kilometer. Avrinningsområdet består mestadels av skog (66 procent). Avrinningsområdet har 0,14 kvadratkilometer vattenytor vilket ger det en sjöprocent på 34,5 procent.